# Національний парк Кіртхар
Національний парк Кіртхар розташований у горах Кіртхар в районі Джамшоро в Сінді, Пакистан. Він був заснований у 1974 році та охоплює понад 3 087 км2 (1 192 миля2), що робить його третім за величиною національним парком Пакистану. Дика природа парку це — леопард, гієна смугаста, вовк азійський, медоїд, уріал, газель індійська та рідкісний сіндський козел. Блекбак утримуються у вольєрах для проєкту реінтродукції.

## Види

### Ссавці
Усього видів: 33. Ссавцями в парку є
- Кіт барвистий, Felis lybica ornata
- Каракал звичайний, каракал каракал каракал
- Вовк азійський, Canis lupus pallipes
- Шакал звичайний, Canis aureus persica
- Лисиця білонога, Vulpes vulpes pusilla
- Гієна смугаста, Hyaena hyaena hyaena
- Мангуст індійський сірий, Urva edwardsii edwardsii
- Медоїд, Mellivora capensis indica
- Миша каїрська, Acomys cahirinus
- М'якошерстий щур пісочного кольору, Millardia gleadowi
- Індійський чагарниковий щур, Golunda ellioti
- Синд кажан, Rhyneptesicus nasutus
- Сіндський козеріг, Capra aegagrus blythi
- Урія, Ovis vignei blanfordi
- Газель індійська, Gazella bennettii fuscifrons
- Антилопа Гарна (реінтродукований), Antilope cervicapra
- Арабський вовк, Canis lupus arabs
- Панголін індійський Manis crassicaudata
- Кіт очеретяний, Felis chaus
- Індійський їжак, Paraechinus micropus
- Їжак довгоголковий, Paraechinus hypomelas
- їжатець індійський, Hystrix indica

### Птахи
У національному парку Кіртхар зареєстровано щонайменше 147 видів птахів. Види, знайдені в парку: ягнятник (зимовий перелітний), орел-карлик яструбиний, орел-могильник, беркут, орел рудий, сип білоголовий, стерв'ятник, гриф чорний, лагар, турумті, боривітер звичайний, рябок рудоголовий, джек східний, куріпка сіра, куріпка пустельна, чайка білохвоста, рябок пустельний, рябок абісинський, рябок індійський, пугач індійський, дятел Сінд, омельгушка, кам'янка чорноголова, щеврик довгодзьобий, вівсянка чубата, жайворонок пустельний, одуд та сріблодзьоб індійський.

### Рептилії
Рептилії, знайдені в парку:
- Тигровий пітон
- Індійська кобра
- Дабойя Рассела
- Піщана ефа
- Сінд Крайт
- Полоз жовтосмугий
- Зірчаста черепаха
- Варан сірий
- Жовтий варан
- Крокодил болотний (можливо винищений)

## Галерея

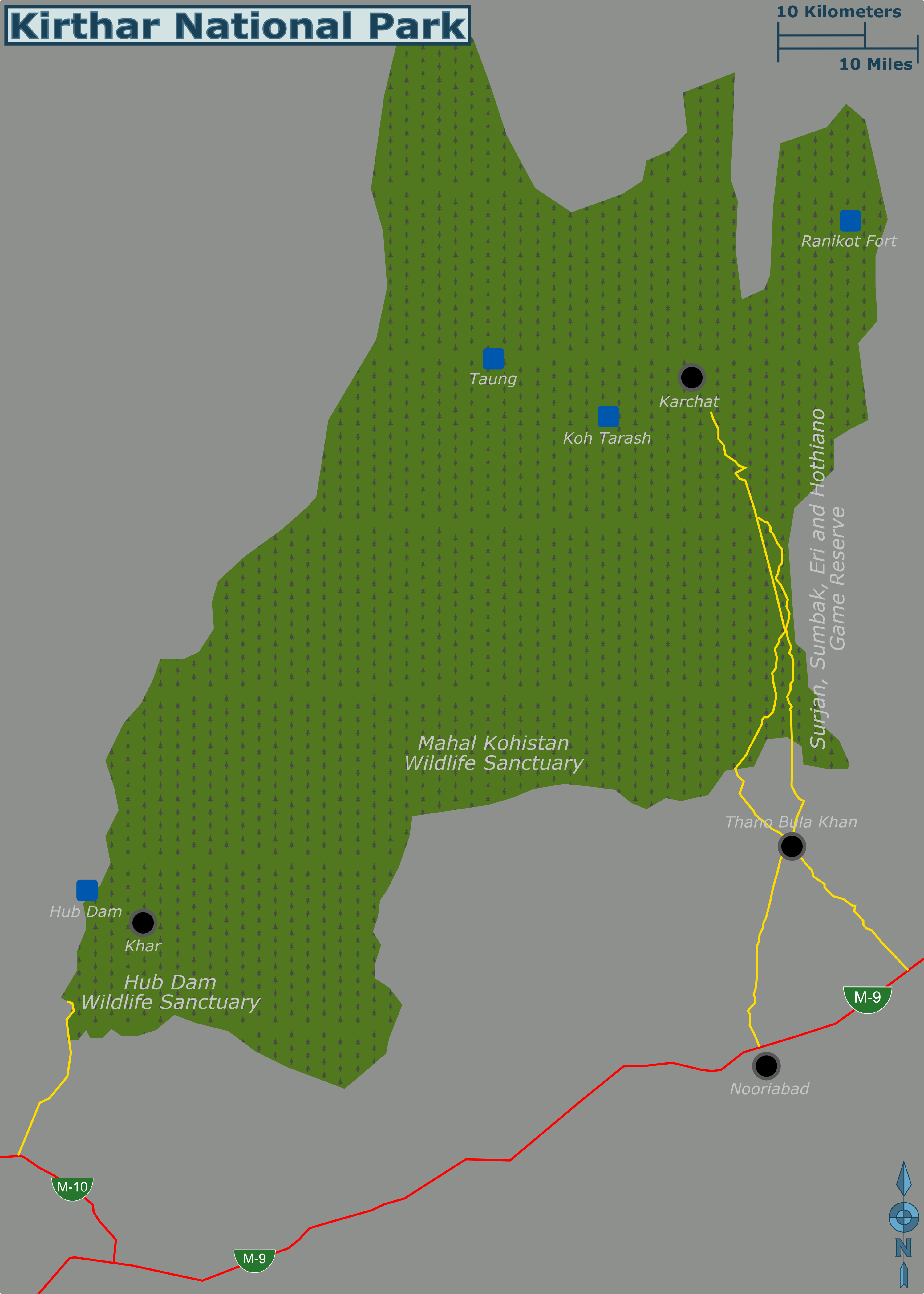
Карта національного парку Кіртхар в Сінді
Сіндх дикі кози в парку
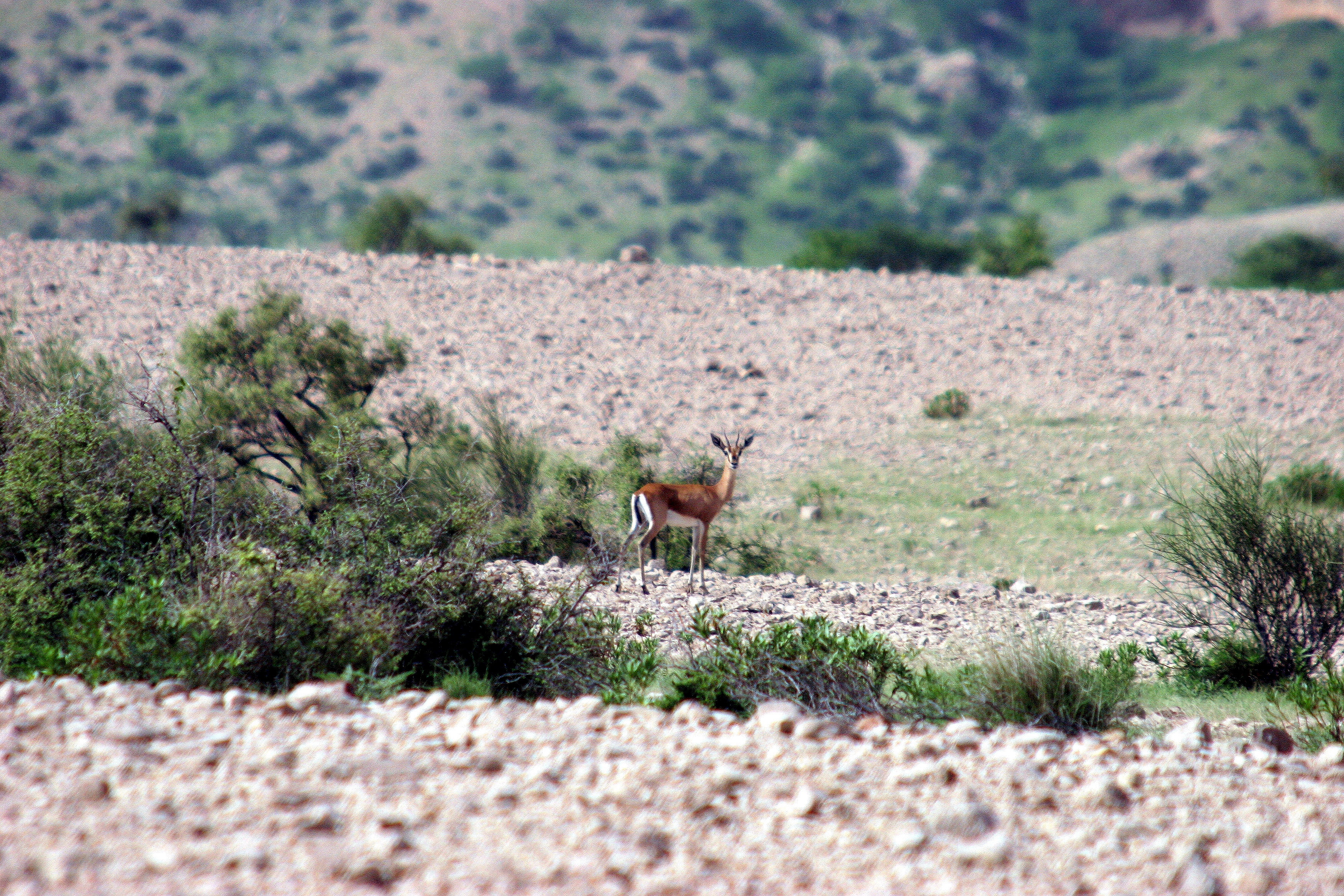
Газель Чинкара в парку
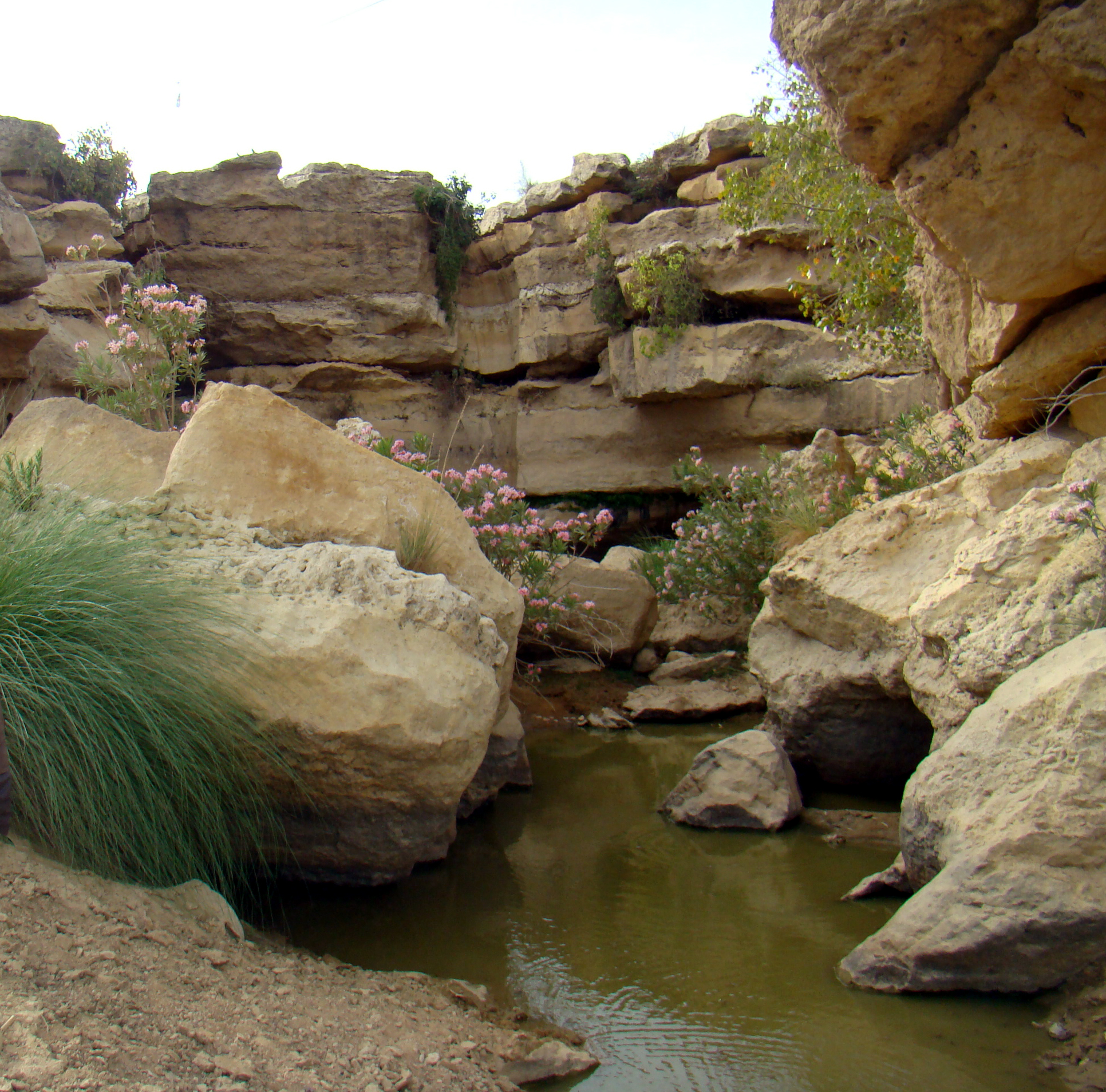
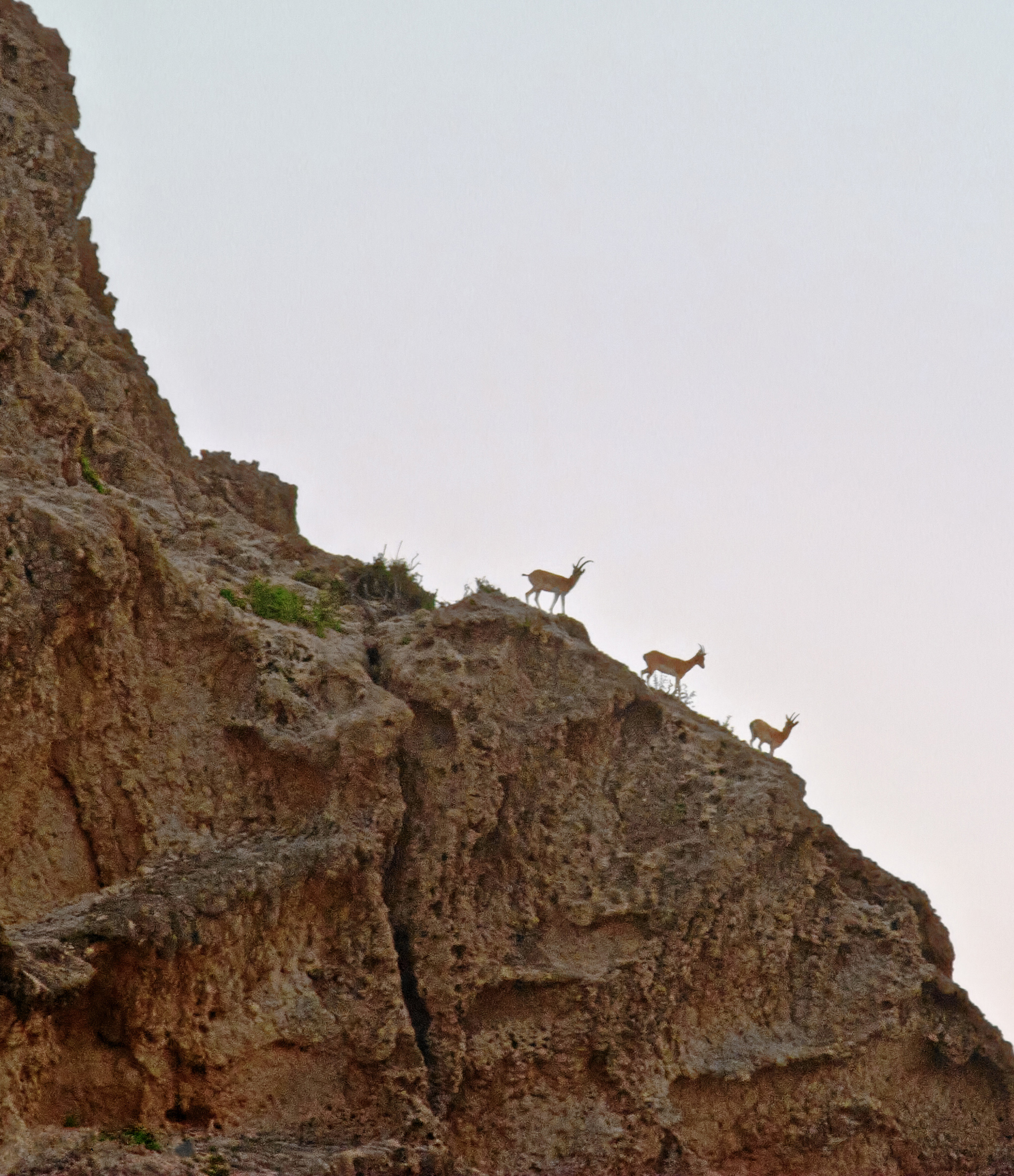
Сіндх дикі кози на пагорбі
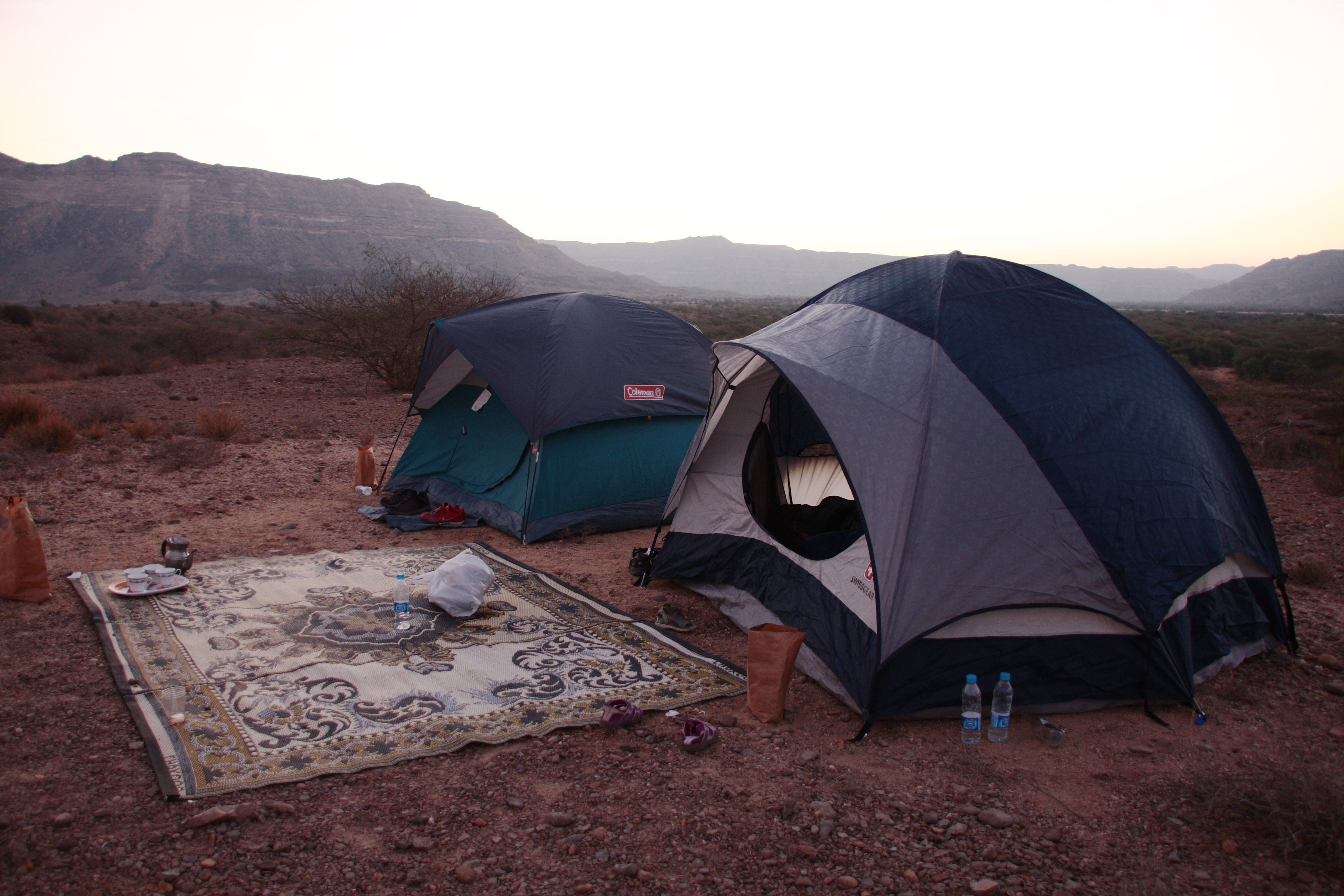
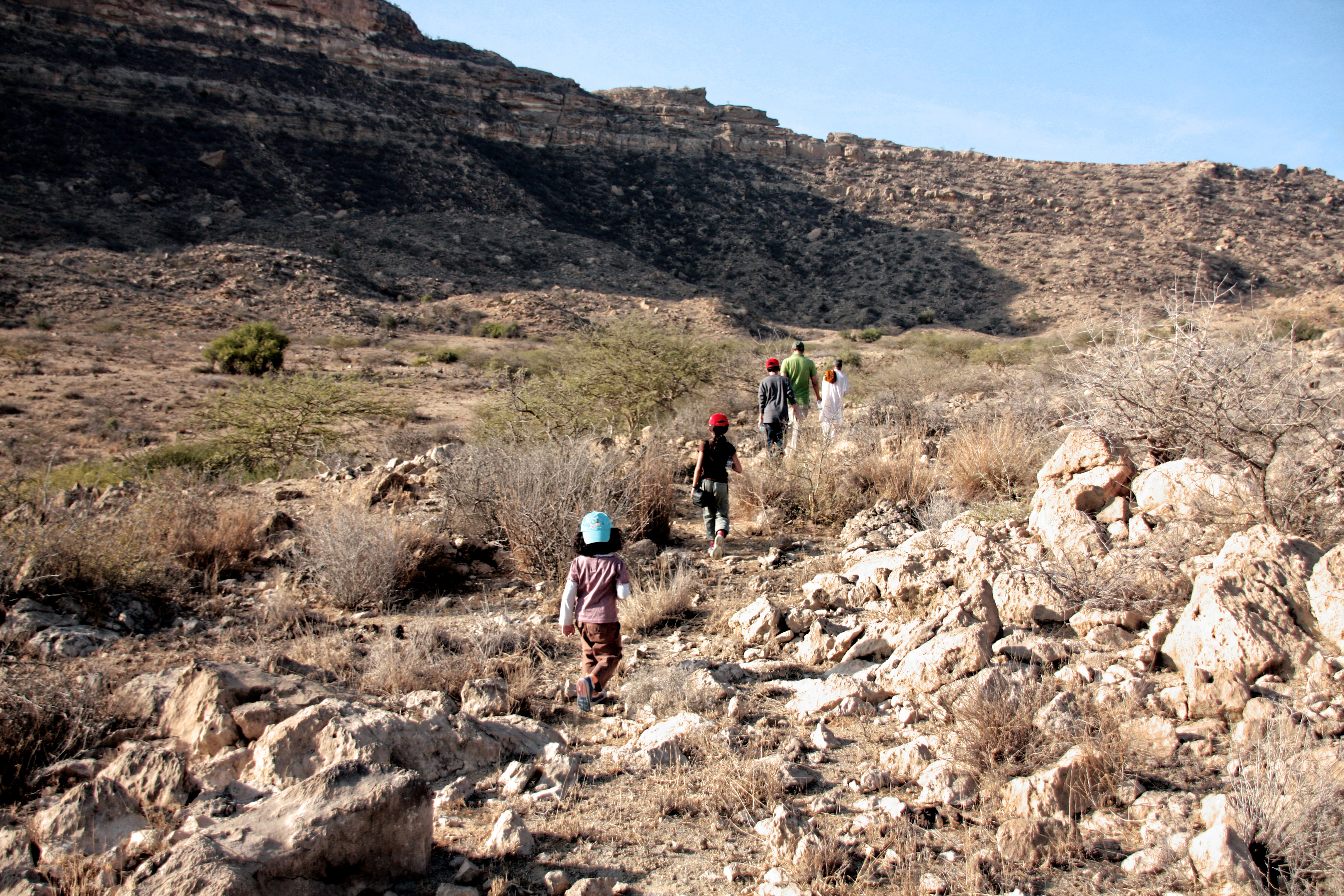
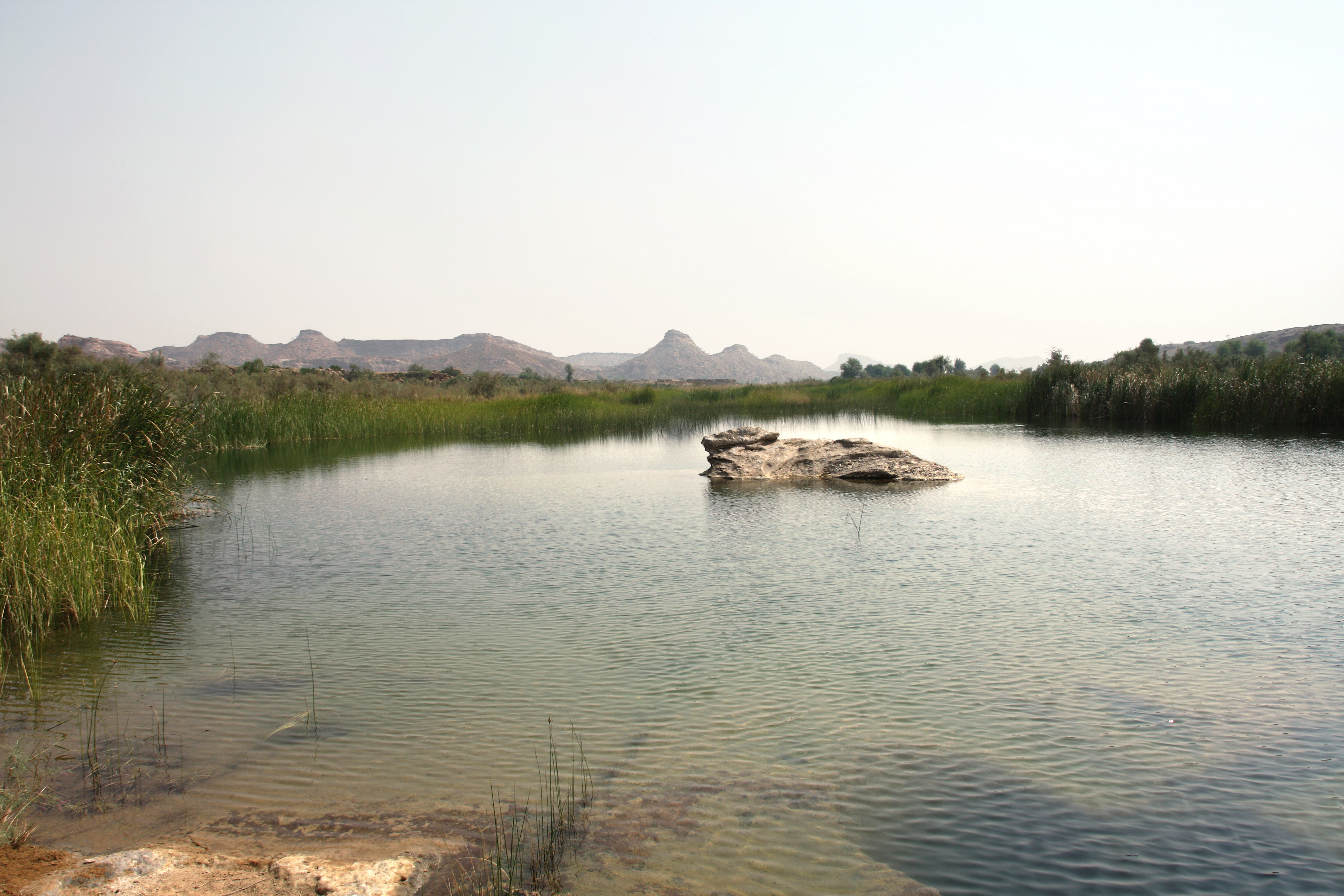
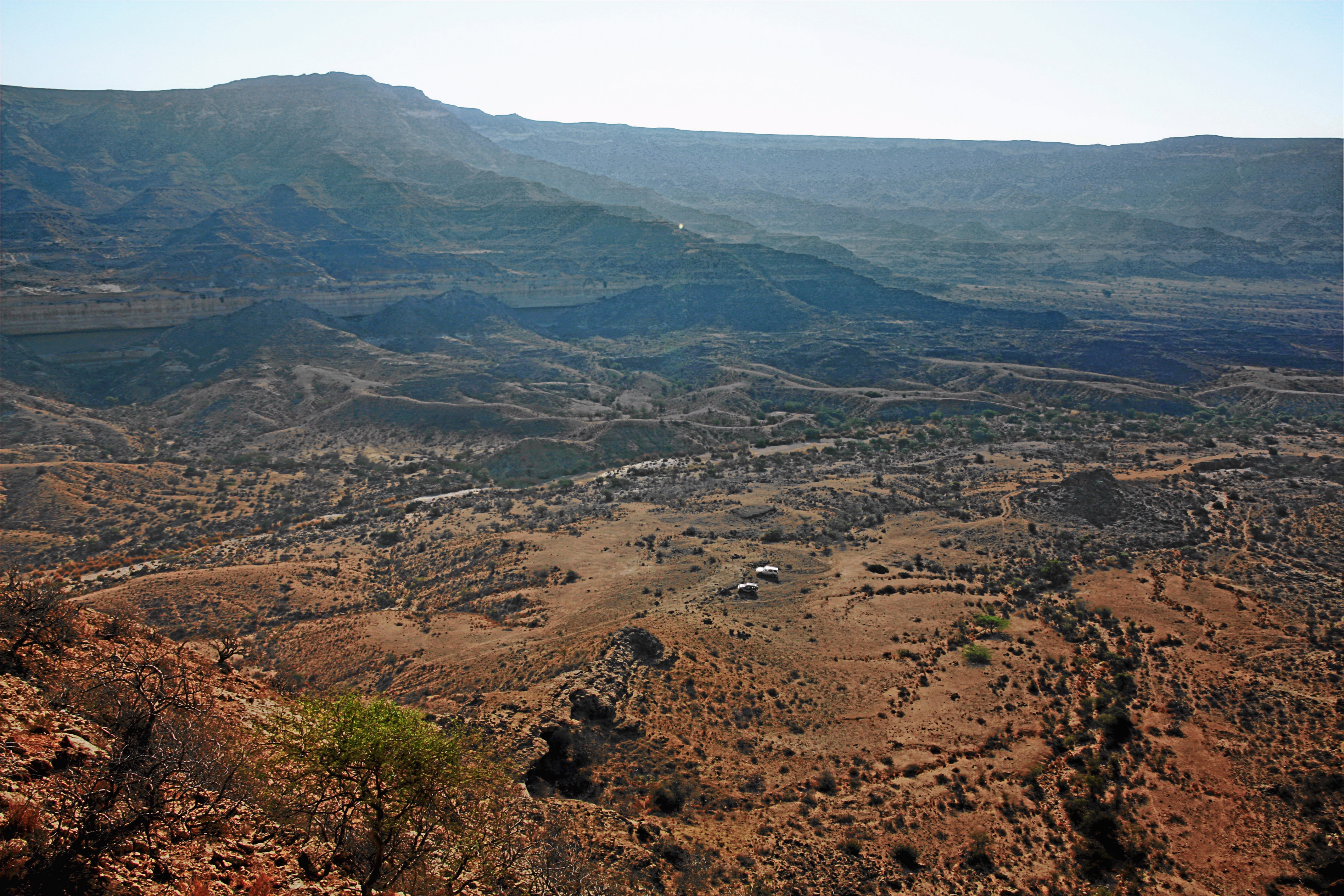
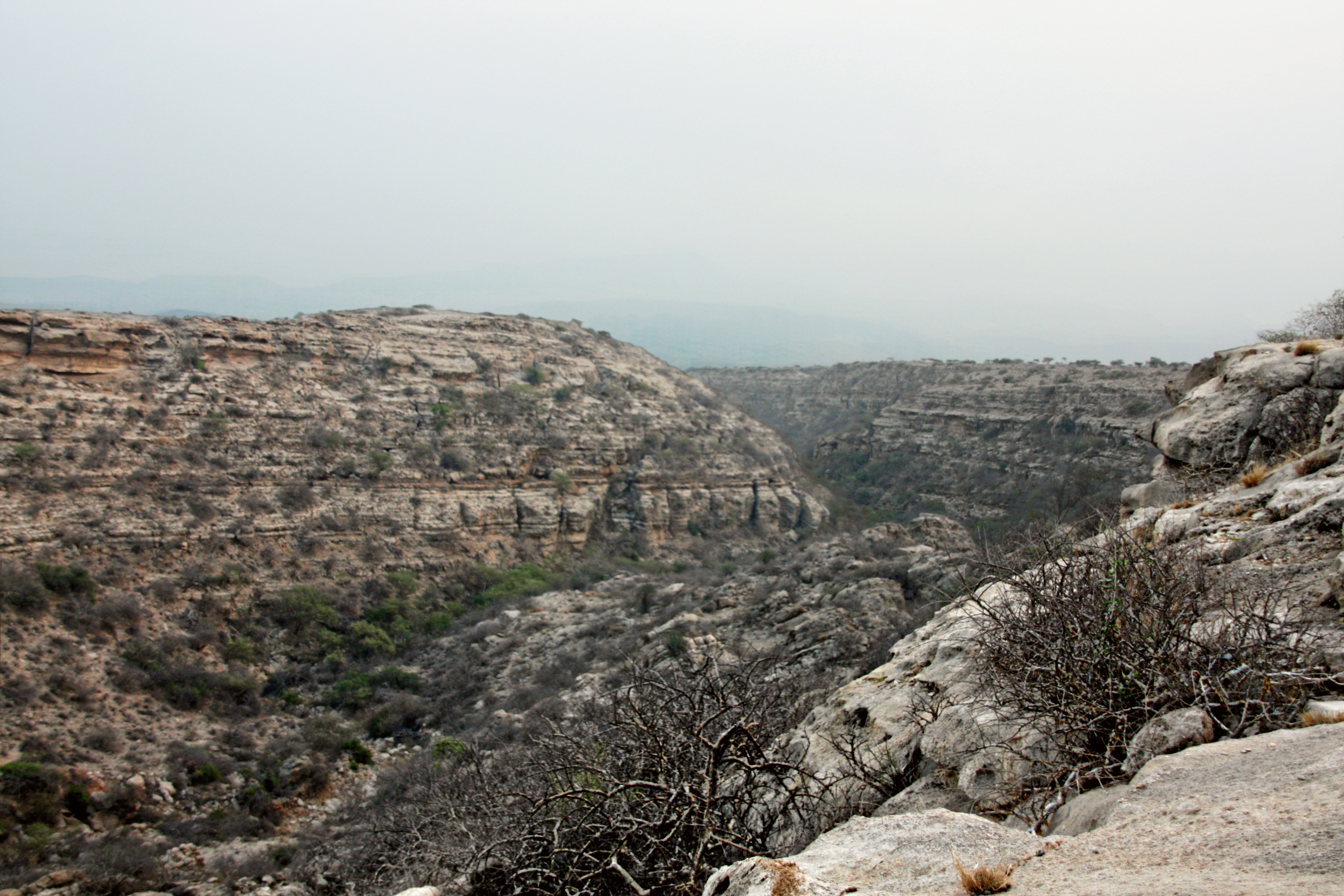
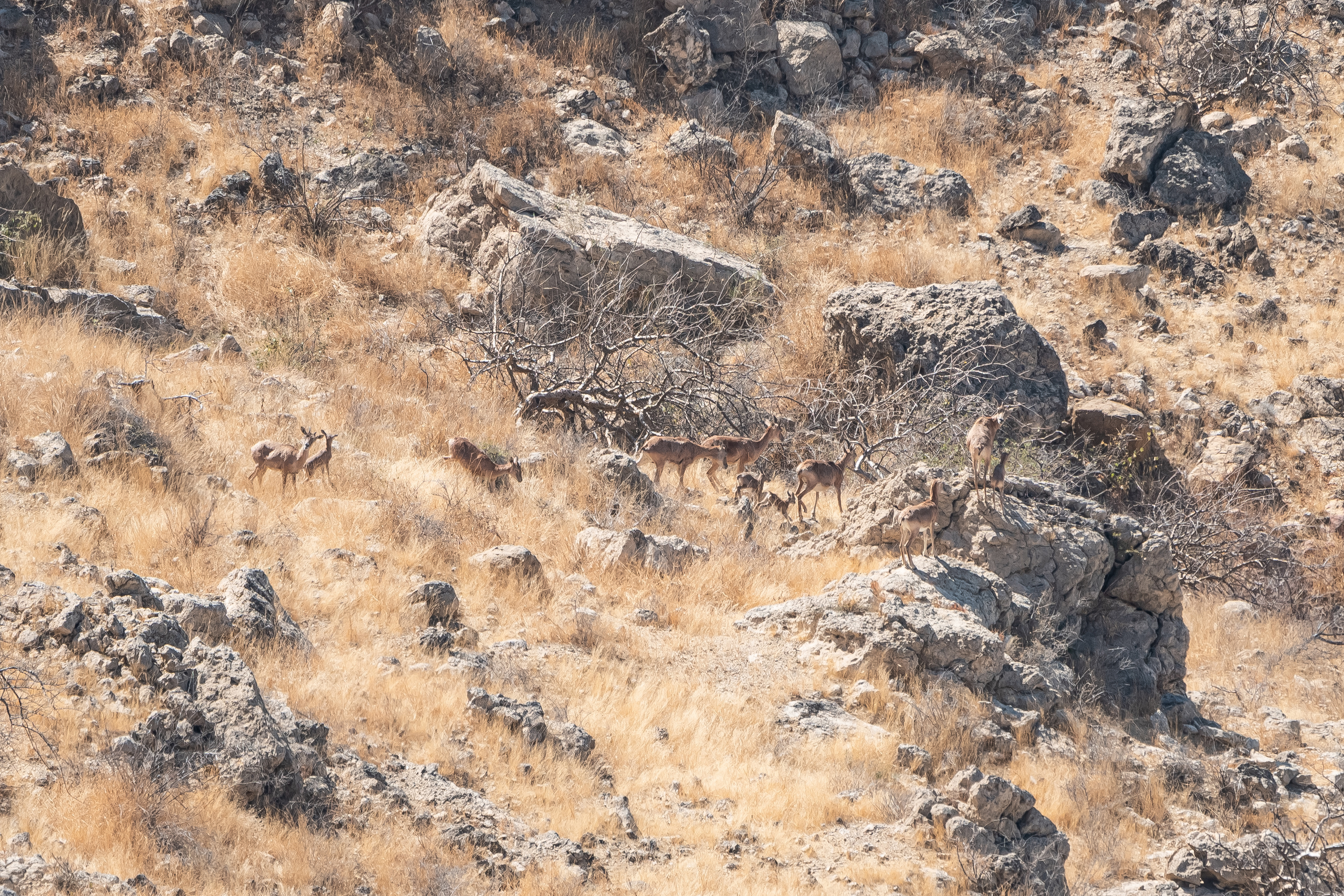
Самка Сіндського козла в національному парку Кіртхар.
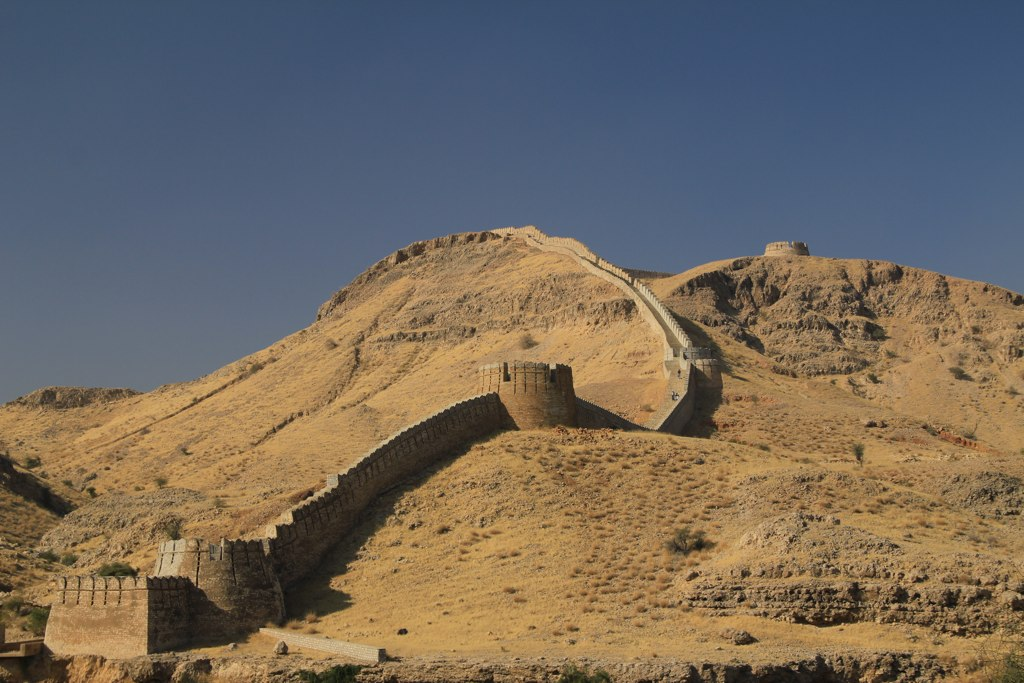
Ранікот
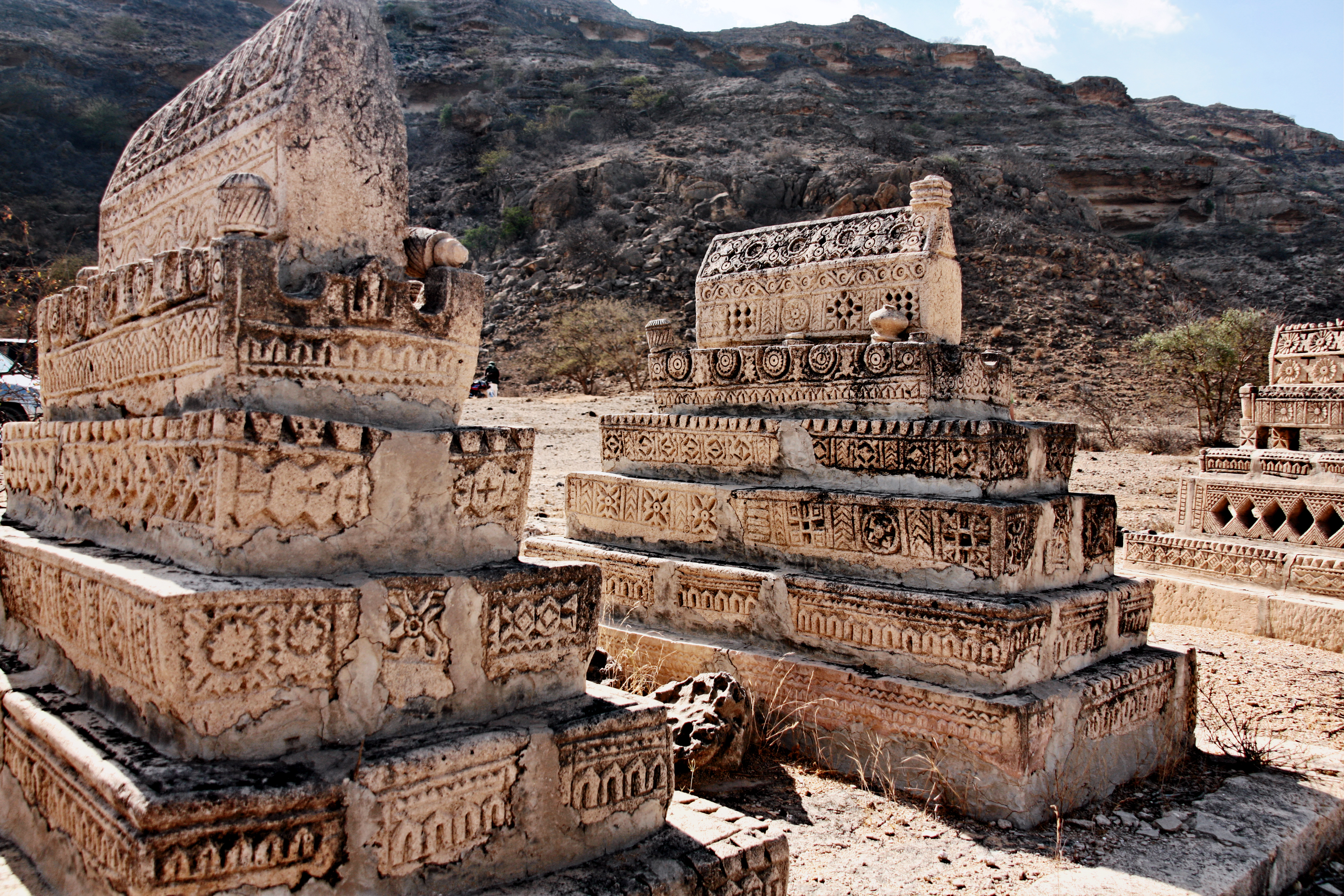
Таунг